# استاری سیبای
استاری سیبای (به لاتین: Stary Sibay) یک منطقهٔ مسکونی در روسیه است که در باشقیرستان واقع شده‌است.